# Antonio Segni
Antonio Segni (Sassari, 2 februari 1891 - Rome 1 december 1972) was een Italiaans politicus. Van 1955 tot 1957 en van 1959 tot 1960 was hij premier van Italië. Van 1962 tot 1964 was hij Italiës 4e president.

## Loopbaan
Antonio Segni studeerde agrarisch- en handelsrecht en was hoogleraar te Cagliari, Pavia, Sassari en Rome.
Na de Eerste Wereldoorlog sloot hij zich aan bij de Partito Popolare Italiano van Don Luigi Sturzo. Deze partij werd in 1926 door Mussolini verboden. In 1944 werd hij lid van de Democrazia Cristiana, de Italiaanse christendemocratische partij.
Van 1946 tot 1950 was Segni minister van Landbouw in het kabinet-Alcide De Gasperi en daarna tot 1953 minister van Onderwijs in de kabinetten-Alcide De Gasperi en -Pella.
In juni 1955 vormde hij het zeventiende naoorlogse kabinet met christendemocraten, liberalen en sociaaldemocraten. Deze regering viel in mei 1957, toen de sociaaldemocraat Giuseppe Saragat, de minister van Buitenlandse Zaken, uit de regering stapte.
In het kabinet van Amintore Fanfani (1958-1959) was Segni vicepremier en minister van Defensie. Op 15 februari 1959 werd hij opnieuw premier, nu van een eenheidskabinet waarvan alleen de Democrazia Cristiana deel van uitmaakte. Een jaar later, op 24 februari 1960 kwam deze regering ten val. Van 1960 tot 1963 was Segni minister van Buitenlandse Zaken.
Op 11 mei 1962 aanvaardde hij het presidentschap van Italië, maar hij trad reeds in 1964 om gezondheidsredenen af.
Segni behoorde binnen de Christendemocratische Partij tot de tegenstanders van een coalitieregering met de socialisten (PSI) en de social-democraten (PDSI).

## Bron
- Grote Winkler Prins Encyclopedie, 7e druk, 1976.

Alcide De Gasperi (staatshoofd) · Enrico De Nicola · Luigi Einaudi · Giovanni Gronchi · Antonio Segni · Giuseppe Saragat · Giovanni Leone · Sandro Pertini · Francesco Cossiga · Oscar Luigi Scalfaro · Carlo Azeglio Ciampi · Giorgio Napolitano · Sergio Mattarella